# Afantasie
Afantasie ist die Bezeichnung für das Phänomen eines fehlenden willentlichen bildlichen Vorstellungsvermögens, also für den Zustand, in dem keine mentalen Bilder visualisierbar sind. Es wird jedoch diskutiert, ob sich der Begriff auf andere Sinnesmodalitäten (z. B. auditive Aphantasie) ausweiten lässt.
Der Begriff Afantasie (von griechisch α- a- [Verneinungspartikel] und φαντασία phantasía „Erscheinung“, „Vorstellung“, „Traumgesicht“, „Gespenst“) geht auf Adam Zeman von der Universität Exeter zurück. Schätzungsweise sind ca. vier Prozent der Bevölkerung von Afantasie betroffen.
Afantasie ähnelt anderen nicht sichtbaren Behinderungen, wie beispielsweise der Gesichtsblindheit, Alexie und Amusie. Anders als diese wurde Afantasie jedoch bisher nicht mit Leidensdruck oder stärkeren Funktionsdefiziten in Verbindung gebracht, weswegen es als kognitive Normvariante eingestuft wird.

## Geschichte und Forschung
Das Phänomen wurde 1880 erstmals von Francis Galton beschrieben. Galton beabsichtigte, „die verschiedenen Grade der Lebendigkeit zu definieren, mit denen verschiedene Personen die Fähigkeit haben, sich an vertraute Szenen unter der Form von geistigen Bildern zu erinnern“. Zu diesem Zwecke bat er seine Kollegen, an ihren Frühstückstisch zu denken und die Lebhaftigkeit ihrer Eindrücke zu beschreiben. Er fand heraus, dass die Fähigkeiten dazu sehr unterschiedlich waren; einige Einzelpersonen konnten sich ein geistiges Bild absolut realistisch und detailliert vorstellen, während andere nur ein sehr schwaches oder überhaupt kein Bild sahen.
2010 veröffentlichte Adam Zeman den Fall eines Mannes, der sein bildliches Vorstellungsvermögen nach einer Operation verloren hatte. Danach wurde er von einer Reihe weiterer Personen angesprochen, die behaupteten, ihr gesamtes Leben lang nie diese Fähigkeit besessen zu haben.
Im Jahr 2015 veröffentlichten Zeman und seine Kollegen das namensgebende Paper zur sogenannten angeborenen Afantasie. Sie fanden unter anderem heraus, dass manche Menschen mit Afantasie in Bildern träumen können. Dies legt den Schluss nahe, dass nur das willentliche Vorstellungsvermögen betroffen ist.
In Deutschland hat sich seit 2020 das Aphantasia Research Project Bonn unter Leitung von Merlin Monzel an der Universität Bonn etabliert. Dieses konnte unter anderem Auswirkungen von Afantasie auf Aufmerksamkeitsprozesse, das Gedächtnis, die Gesichtserkennung und die emotionale Reaktivität auf verbale Reize feststellen. Eine geringere emotionale Reaktivität auf verbale Reize zeigt sich zudem auch in physiologischen Parametern wie der Hautleitfähigkeit.
Stand 2022 existieren mehrere Erklärungsmodelle für die Ursache von Afantasie. Eines geht von einer Kommunikationsstörung zwischen dem Frontallappen (vorderer Teil des Gehirns) zum Okzipitallappen (hinterer Teil des Gehirns) aus. Der Wille, sich etwas bildhaft vorzustellen, entsteht im Frontallappen, das vorgestellte Bild entsteht im Okzipitallappen. Eine andere Theorie vermutet eine Überaktivierung im Okzipitallappen, die andere Signale überdeckt. Das Signal aus dem Frontallappen ist in diesem Fall nicht ausreichend, um die Grundaktivierung zu übertönen. Afantasie kann zudem durch Operationen, Hirnverletzungen oder Traumata ausgelöst werden.
Menschen mit Afantasie arbeiten eher in mathematisch-naturwissenschaftlichen und IT-Berufen. Sie haben ein stärkeres räumliches Vorstellungsvermögen, aber weniger Erinnerungen an ihre Lebensgeschichte und sind seltener synästhetisch.
Weitere Studien zu Afantasie sind in Planung.

## In der Popkultur
Im April 2016 veröffentlichte Blake Ross auf Facebook ein Essay, in dem er seine eigenen Erfahrungen mit Afantasie beschreibt sowie seine Erkenntnis, dass nicht jeder diese Erfahrungen teilt. Seine Darstellung erfuhr weite Verbreitung in den sozialen Medien.
Die Protagonistin im 2017 erschienenen Roman All Things New von Lauren Miller ist eine junge Frau, die Afantasie nach einer traumatischen Hirnverletzung nach einem Autounfall bekam.
Von der Onlinecommunity von Menschen mit Afantasie wurde der 18. August zum Aphantasia Awareness Day erklärt, in Erinnerung an Galton, der Afantasie 1880 erstmals beschrieben hatte.
2020 gab auch Bonnie Strange bekannt, dass sie von Afantasie betroffen ist.